# Lago Pigeon (Alberta)
O lago Pigeon é um lago no centro de Alberta, Canadá. É um lago muito procurado para recreação popular, com algumas praias de areia por entre margens mais íngremes que são menos adequados para "atividades de praia". 
O lago Pigeon está localizado próximo a grandes comunidades, como Edmonton, Leduc e Wetaskiwin e estende-se por dois condados, o condado de Leduc e o condado de Wetaskiwin.
O lago tem uma área total de 96,7 km2 e uma profundidade máxima de 9,1 m (30 pés). Apresenta uma área de influência de 187 km2, é afluente inicial rio Battle - afluente do rio North Saskatchewan -, ao qual está ligado através do lago Pigeon Creek.
Este lago chamado de "lago Woodpecker" até 1858, termo derivado do Hmi-hmoo (ou Ma-Me-O), da Língua cree, palavra do Povo Cree que significa pica-pau. Em 1858 o nome foi mudado para Pigeon Lake.